# 群馬県道・長野県道43号下仁田軽井沢線
群馬県道・長野県道43号下仁田軽井沢線（ぐんまけんどう・ながのけんどう43ごう しもにたかるいざわせん）は、群馬県甘楽郡下仁田町大字南野牧から長野県北佐久郡軽井沢町軽井沢東の新軽井沢交差点を結ぶ県道（主要地方道）である。

## 概要
古くから中山道の脇往還として利用され「姫街道」とも呼ばれる。
近年では、群馬県側から上り、和美峠を越えるあたりまでの沿道のもみじを観光資源とするため「もみじライン」と呼び、道路標識等でも「もみじライン」と表記されている場所がある。
和美峠を越えて長野県側へ出ると傾斜がなだらかになり、これから先の周辺地域にはプリンスホテル系列企業が並ぶため「プリンス通り」と呼ばれる。この区間は大正期に堤康次郎が開発したもので、後藤新平の助言により当時としては極めて広い幅員で設計されている。

### 路線データ
- 起点：甘楽郡下仁田町大字南野牧

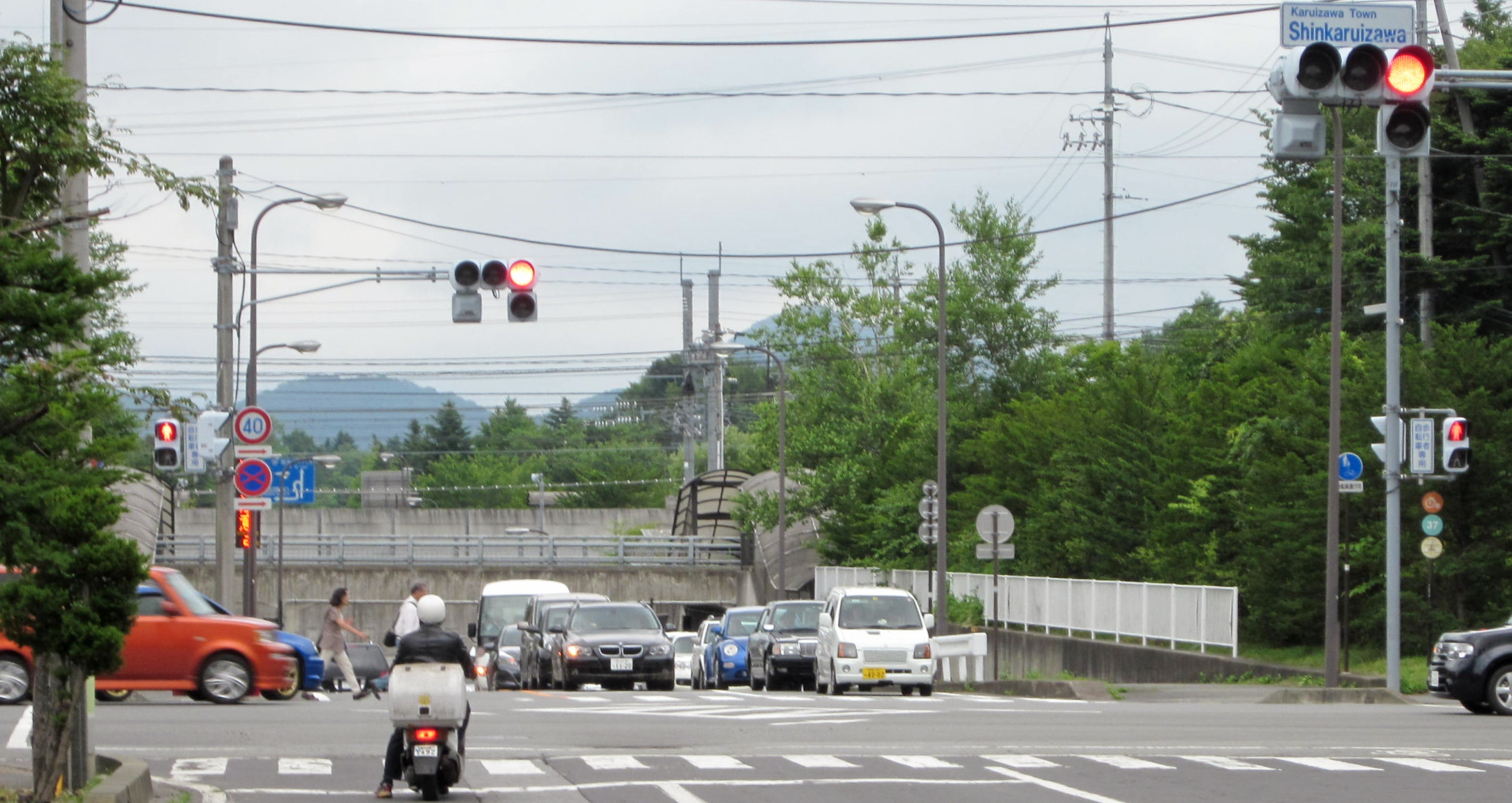
終点の様子

- 終点：北佐久郡軽井沢町軽井沢東（新軽井沢交差点）

## 歴史
- 1924年（大正13年）：新軽井沢と南軽井沢を結ぶ幅20間（約36メートル）、長さ20町（約2,180メートル）の大型道路（現在の「プリンス通り」）の建設に堤康次郎が着手し、その両側に別荘を建設して分譲した[2]。
- 1959年（昭和34年）8月1日：下仁田軽井沢線の認定。
- 1976年（昭和51年）4月1日：主要地方道へ指定[3]。
- 1993年（平成5年）5月11日 - 建設省から、県道下仁田軽井沢線が下仁田軽井沢線として主要地方道に再指定される[4]。

## 地理

### 通過する自治体
- 群馬県
  - 甘楽郡下仁田町
- 長野県
  - 北佐久郡軽井沢町

### 交差する道路
- 群馬県

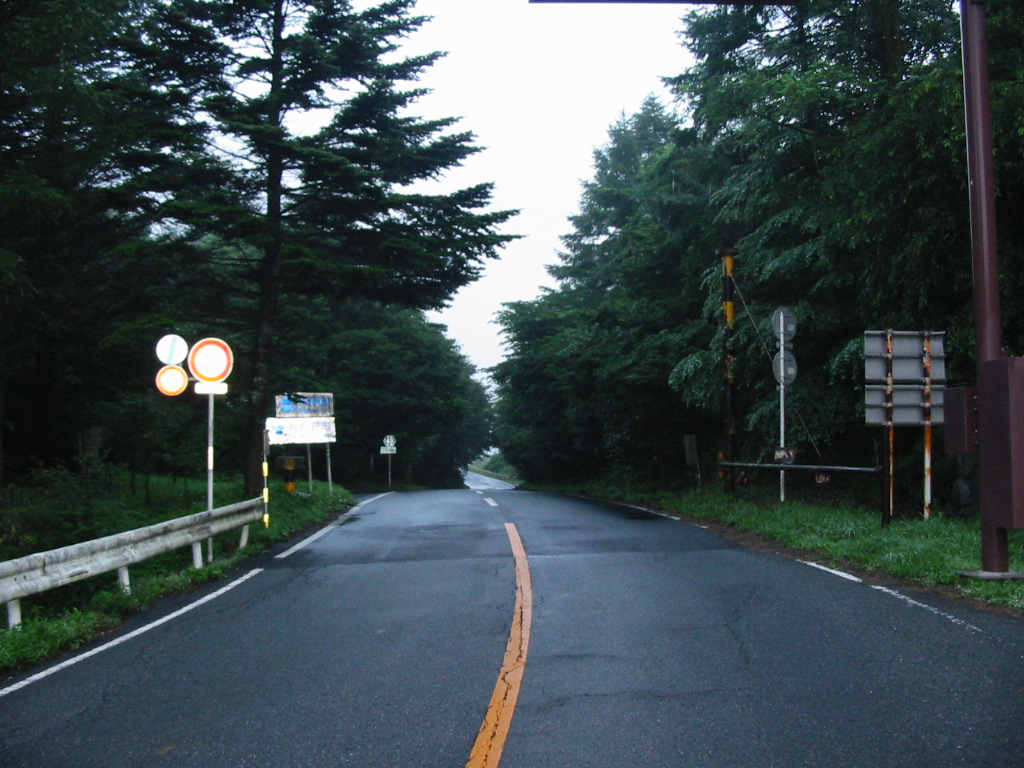
和美峠。群馬・長野県境

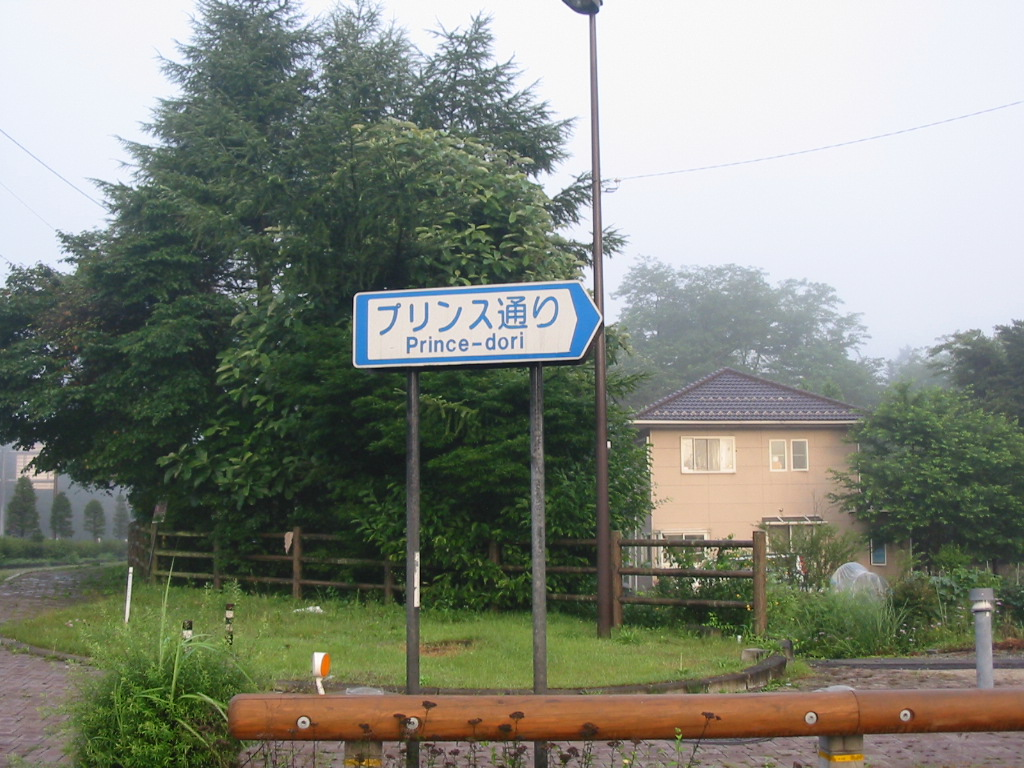
プリンス通り

  - 国道254号（甘楽郡下仁田町大字南野牧、起点）
  - 妙義荒船林道（甘楽郡下仁田町大字西野牧）
  - 群馬県道92号松井田軽井沢線（甘楽郡下仁田町大字西野牧）
- 長野県
  - 長野県道92号松井田軽井沢線（北佐久郡軽井沢町大字発地）
  - 妙義荒船林道（北佐久郡軽井沢町大字発地）
  - 国道18号碓氷バイパス、軽井沢バイパス（北佐久郡軽井沢町大字長倉（南軽井沢交差点）
  - 国道18号（北佐久郡軽井沢町軽井沢東・新軽井沢交差点、終点）